# Ernesto Meliante
Ernesto Meliante est un entraîneur uruguayen de football. Il remporte la Copa América 1924.

## Biographie
Il reprend la sélection uruguayenne en 1924, après sa médaille d'or aux Jeux olympiques à Paris, pour la Copa América 1924. Avec deux victoires et un match nul, il remporte le tournoi. 
L'Uruguay ne participe pas à la Copa América 1925, à cause de conflits au sein de la fédération. 

## Palmarès
- Vainqueur de la Copa América 1924 avec l'équipe d'Uruguay